# Bandera sorda
La bandera sorda, també anomenada bandera de les persones sordes, o bandera de la comunitat sorda, és una bandera que simbolitza la comunitat sorda (especialment a la comunitat sorda signant), utilitzada com a forma de visibilització d'una minoria sociocultural que sol ser discriminada en diversos àmbits.
La bandera va ser dissenyada per l'artista sordcec francès Arnaud Balard. Representa una gran mà oberta de color turquesa sobre una altra mà de color groc (de la qual només es veu el perfil al voltant de la mà de color turquesa). Les puntes dels dits queden fora de la bandera, de manera que els dits "s'estenen" sense límit. El color del fons és blau marí.

## Simbolisme
S'inclouen diferents símbols dins la bandera (basat en allò indicat pel seu creador):
- Les mans representen a la comunitat sorda signant i a la llengua de signes.
- Els dits sense límits al·ludeixen a la projecció de l'ús de la llengua de signes al món, essent més de 200 llengües de signes existents. Els dits també simbolitzen la connexió amb els 5 continents (per ordre de dalt cap avall): Europa, Amèrica, Àsia, Oceania i Àfrica.
- El color turquesa és el color mundial de la llengua de signes, de la cultura sorda, i de la comunitat sorda signant (sords, sordcecs, fills oïdors de pares sords, intèrprets de llengua de signes, familiars).
- El color groc simbolitza la llum, la vida, la ment desperta, la convivència.
- El color blau marí (blau fosc) simbolitza el planeta Terra, la humanitat, i és el color adoptat per a representar la sordesa (representada per un llaç blau ).[3] D'aquesta forma s'inclouria als sords i sordcecs no signants (oralistes).

El disseny pretén que la bandera sigui un símbol d'obertura, inclusió i unió, i no de reclusió o segregació.

## Història
Des dels primers anys del s.XX, la Federació Mundial de Sords comença un procés per a definir la bandera sorda.

### La proposta sueca
Al 2009, durant el congrés de la Confederació Sueca de Sords a Leksand, se li va encomanar a l'Associació Nacional de Sords de Suècia (Sveriges Dövas Riksförbund, SDR) presentar una bandera al XVI Congrés Mundial de la Federació Mundial de Sords, celebrada del 18 al 24 de juliol de 2011 a Durban (Sud-àfrica).
Durant la XVIII Assemblea General de la Federació Mundial de Sords, celebrada els dies 16 i 17 de juliol de 2011 a Durban (Sud-àfrica), l'Associació Nacional de Sords de Suècia fa una moció per a reconèixer una bandera que representés a la comunitat sorda. Suècia proposa una bandera abstracta composta per diferents franges verticals, de diferents amplàries, de color turquesa i diferents tons de blau, i una franja blanca. Aquesta bandera representa els 5 continents (per les 5 tonalitats de la bandera), així com el cel i l'aigua (simbolitzats pel blau), i els sords (pel turquesa). L'Associació Nacional de Sords de Suècia proposa que els ingressos generats gràcies a la bandera es destinin a la Federació Mundial de Sords.
La idea de tenir una bandera sorda és majoritàriament acceptada pels membres ordinaris (que consisteix en una organització de sords nacional), però la Federació Mundial de Sords posposa a la següent reunió de la junta, al novembre del 2011 a Noruega, la discussió sobre el disseny de la bandera i la seva posició sobre donar suport a l'ús de la bandera proposada per Suècia, Finalment no es posiciona.
Hi ha nombroses opinions en contra del disseny de la bandera sueca, sorgeixen diverses polèmiques i paròdies, reflectides en xarxes socials, comparant-la amb un pijama, una cortina de dutxa, o un codi de barres.
La Federació Mundial de Sords decideix posposar la qüestió a la II Conferència Internacional de la Federació Mundial de Sords celebrada del 16 al 20 d'octubre de 2013 a Sydney (Austràlia). A la corresponent votació, no es va arribar a la majoria absoluta, de manera que la proposta va ser rebutjada, amb els següents resultats:
- Sí: 21 vots.
- No: 11 vots.

### La proposta francesa
Al març de 2013, l'artista sordcec (amb Síndrome d'Usher) francès Arnaud Balard dissenya una bandera que simbolitza la llengua de signes, a la qual anomena "Deaf and Sign Union Flag" ("bandera de la unió de sords i de signes") o, en la seva versió més curta, "Deaf Union Flag" o bé "Sign Union Flag" (preferit per gran part de la comunitat sorda per contenir el terme "signe", que identifica a la comunitat sorda, i per ser inclusiu de tots els usuaris de llengua de signes; en comptes del terme "sord" que sovint és entès i usat com a "malaltia"). Abans de dissenyar la bandera, va passar dos anys estudiant les diferents banderes existents, i aprenent vexilología.

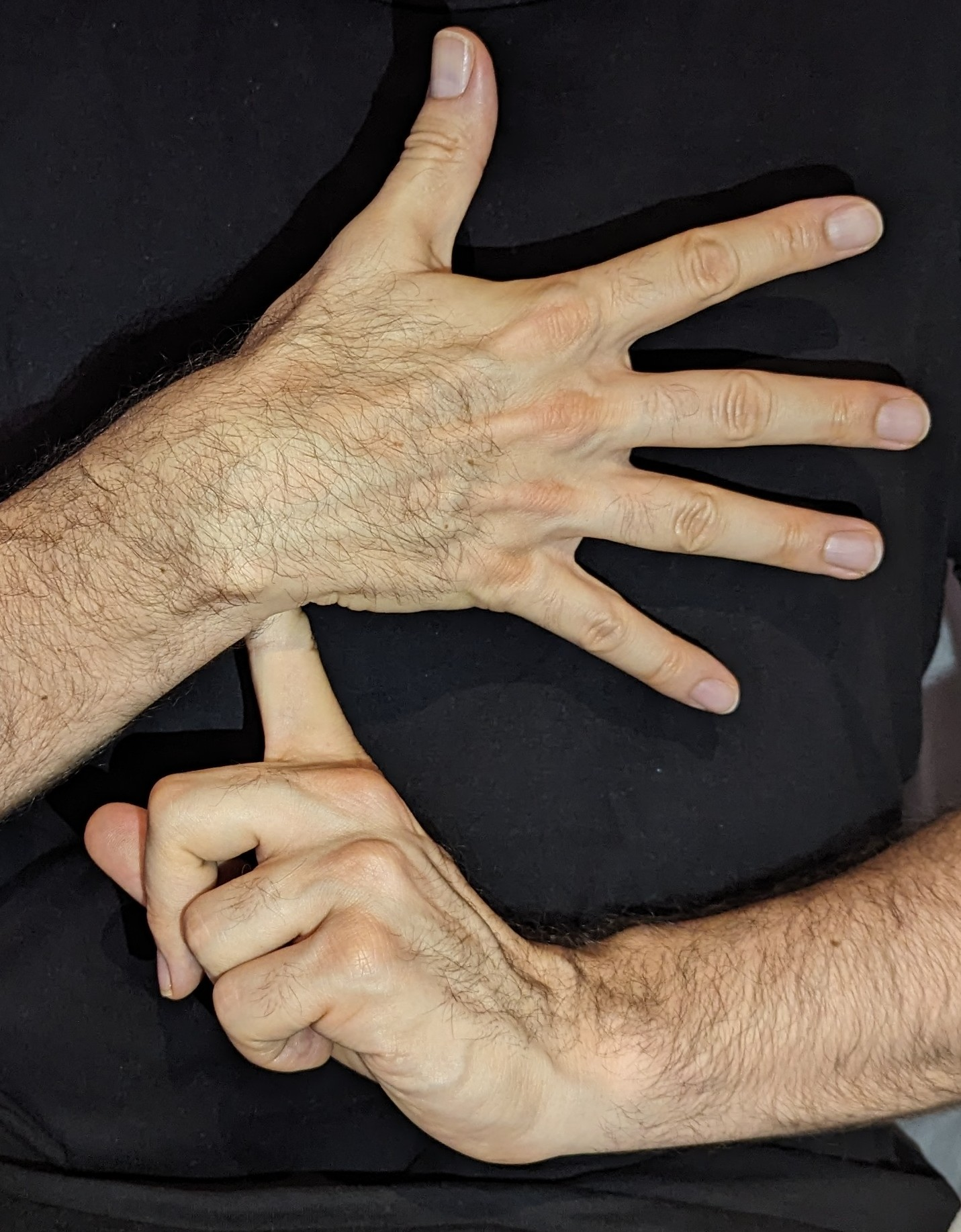
Signe de la bandera sorda.

El signe que li dona el propi dissenyador de la bandera, es configura de la següent forma:
- mà dominant estesa, amb els dits separats, i la palma cap a la persona que signa.
- mà no dominant únicament amb el dit índex estès, la punta del qual es recolza sobre la part interna del canell de la mà dominant.

Arnaud Balard va registrar i protegir el seu disseny a l'INPI (Institut National de la Propriété Intellectuelle, "Institut Nacional de la Propietat Intel·lectual", a França) abans de mostrar la seva bandera públicament. Posteriorment, va protegir la seva creació de manera internacional a la WIPO (World Intellectual Property Organization, "Organització de la Propietat Intel·lectual Mundial").
El 19 abril 2013, es va mostrar per primera vegada la "Sign Union Flag" durant la primera desfilada de l'Orgull Sord i de la ASL (American Sign Language, "llengua de signes americana"), a Washington D. C., usada per "Audism Free America".
El 25 maig 2014, la Federació Nacional de Sords de França (Fédération nationale des sourds de France, FNSF), un dels membres ordinaris de la Federació Mundial de Sords, reconeix i aprova la bandera dissenyada per Arnaud Balard.
Durant la XIX Assemblea General de la Federació Mundial de Sords a Istanbul (Turquia), celebrada el 26 i 27 de juliol de 2015, la Federació Nacional de Sords de França presenta la bandera dissenyada per Arnaud Balard per a proposar el seu reconeixement com a bandera sorda d'ús internacional. Després de la votació corresponent, es rebutja la proposta, amb els següents resultats:
- Sí: 32 vots.
- No: 20 vots.
- Abstenció: 12.

Com no s'aconsegueix la majoria absoluta a favor (33 vots), necessària per a aprovar la proposta, aquesta queda rebutjada.
Una de les raons per a la falta de suport a la proposta francesa va ser que la Federació Mundial de Sords no tindria els drets exclusius de la bandera.
Aquesta bandera va ser reconeguda per la comunitat sorda, i es va exposar a diversos edificis oficials francesos (com al 2016 davant de l'ajuntament de Montpeller, al 2019 sobre la façana de l'ajuntament de Poitiers, a l'Espace Tuilerie de Montchanin, o a l'esplanada davant l'ajuntament de Massy), i va ser difosa a diversos països, com els EUA, Itàlia, el Marroc, Escòcia o Colòmbia.

### Aprovació per la Federació Mundial de Sords
A l'Assemblea General de 2015, després de la votació (on els vots a favor no van superar la majoria absoluta) la Federació Mundial de Sords estableix un "Comitè de la Bandera Sorda" compost per cinc membres ordinaris: França, l'Iran, Nepal, Federació Russa i Suècia. L'objectiu és seleccionar un o més propostes de disseny per la bandera sorda, per a ser presentades i votades pels membres ordinaris de la Federació Mundial de Sords a la XX Assemblea General de 2019 a París (França).
Al gener de 2018, aquest comitè, amb el recolzament de la junta de la Federació Mundial de Sords, fa una convocatòria per tal que dissenyadors gràfics s'uneixin al comitè d'avaluació de dissenys per la bandera sorda (els candidats han d'estar nominats per un membre ordinari).
Al desembre de 2018, la Federació Mundial de Sords obre convocatòria perquè es presentin propostes de disseny per una bandera sorda. El termini de presentació de dissenys s'estableix fins al 28 febrer 2019.
A més de la "Sign Union Flag", s'envien diverses propostes de dissenys de banderes per tal de ser votades al juliol de 2019.
A la XX Assemblea General, celebrada a París (França) al juliol de 2019, els representants dels membres ordinaris de la Federació Mundial de Sords debaten la moció de França sobre una bandera sorda, però la proposta d'una bandera sorda és rebutjada, amb els següents resultats de la votació:
- Sí: 31 vots.
- No: 47 vots.

Com queda rebutjada l'aprovació d'una bandera sorda, ja no es passa a votar una bandera concreta.
Malgrat haver-se plantejat el tema de la bandera sorda a les Assemblees Generals de 2011, 2015 i 2019, sense haver-se adoptat cap dels dissenys proposats, la junta de la Federació Mundial de Sords decideix reobrir el procés: al novembre de 2022, la Federació Mundial de Sords obre convocatòria per al que es presentin propostes de disseny per una bandera sorda, per la seva presentació i votació a la XXI Assemblea General a l'Illa de Jeju (Corea del Sud). La participació només es permet a través de les organitzacions nacionals de persones sordes que siguin membres de la Federació Mundial de Sords, i el termini de presentació de dissenys s'estableix fins al 6 gener 2023.
El 9 juliol 2023, durant la XXI Assemblea General de la Federació Mundial de Sords, celebrada els dies 9 i 10 de juliol de 2023 a l'Illa de Jeju (Corea del Sud), es posa a votació l'"aprovació de la idea de tenir una Bandera Sorda", amb els següents resultats:
- Sí: 54 vots.
- No: 12 vots.

La votació resulta amb un 81,82% favorable a tenir una Bandera Sorda.

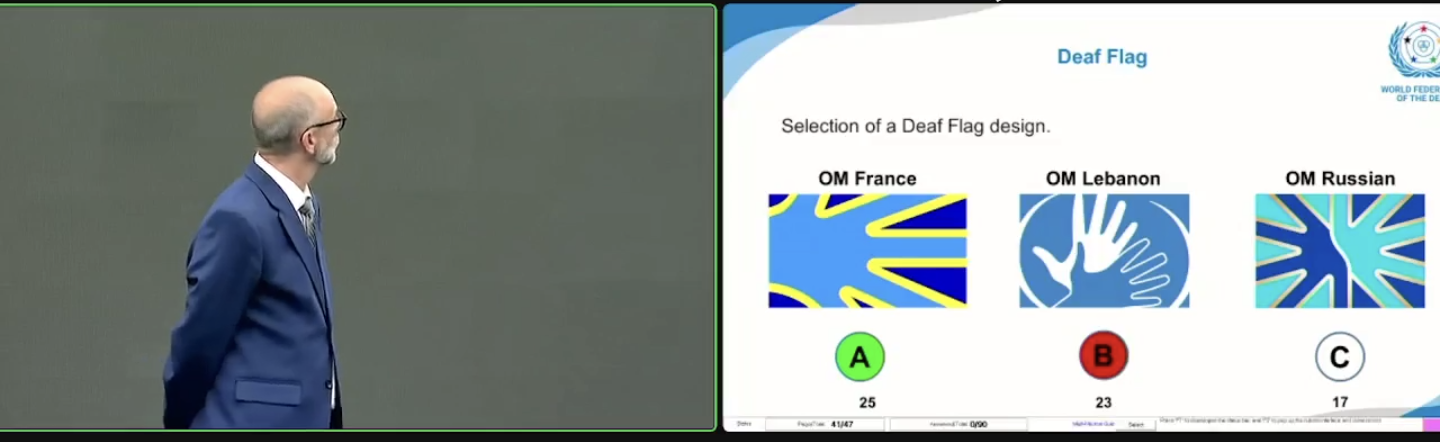
Votació de la bandera sorda per part dels membres ordinaris de la Federació Mundial de Sords durant la XXI Assemblea General, el.

Es passa llavors a presentar, discutir i votar les propostes de bandera rebudes per 3 membres ordinaris de la Federació Mundial de Sords: Líban, Rússia i França.
La proposta de la Federació Libanesa dels Sords (الاتحاد اللبناني للصم, LFD) consisteix en dues mans, una blava sobre una blanca (representen diferents cultures, i simbolitzen la llengua de signes i la comunitat sorda signant), dues formes de parèntesis de color blanc, una a cada costat (simbolitzen un cercle al voltant de la comunitat sorda, que està interconnectada i és un món petit), i fons blau.
La proposta de la Societat Russa de Sords (Всероссийское общество глухих, ВОГ) consisteix en dues palmes obertes des del centre, una de color turquesa i l'altra de color blau (simbolitza la llengua de signes), totes dues envoltades amb un perfil de color daurat. El fons de la mà blava és turquesa i el de la mà turquesa és blava.
La votació per la "selecció del disseny d'una Bandera Sorda" té els següents resultats:
- França: 25 vots.
- Líban: 23 vots.
- Rússia: 17 vots.

Es procedeix amb una segona votació, amb els següents resultats: 
- França: 36 vots.
- Líban: 31 vots.

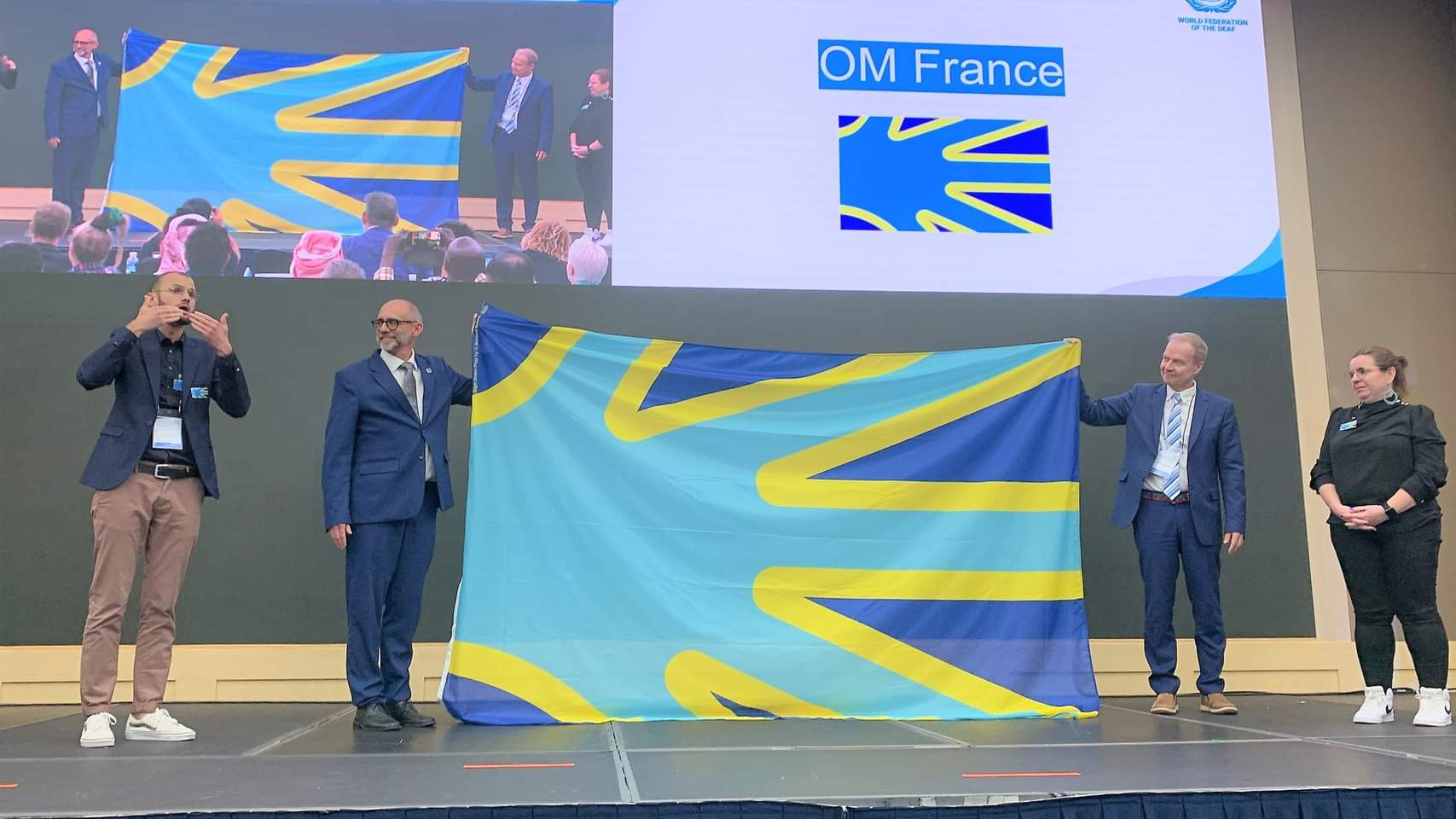
Bandera sorda aprovada per la Federació Mundial de Sords, el durant la XXI Assemblea General.

Finalment queda aprovada la proposta francesa com la nova Bandera Sorda, i s'entra en un debat sobre quin nom se li ha de donar a la bandera: "Deaf flag" ("bandera sorda" o "bandera dels sords"), o "Sign Union flag" ("bandera de la unió de signes"). Es tria el nom "Deaf flag", ja que l'altra opció tenia poc suport.
Abans de la votació per a triar bandera, hi va haver polèmica per la semblança del disseny de la bandera russa amb el de la bandera francesa.
També el Nepal va fer una proposta de bandera, però no va ser acceptada per no complir els terminis de presentació.